# Județul Klaipėda
Klaipėda este un județ în Lituania.
Are o suprafață de 5.209 km². Populația este de 336.104 locuitori, determinată în 1 ianuarie 2023, prin bilanț demografic[*].
1. ↑  Visuotinė lietuvių enciklopedija